# 호르헤 발디비아
호르헤 루이스 발디비아 토로(스페인어: Jorge Luis Valdivia Toro, 1983년 10월 19일, 베네수엘라 마라카이 ~ )는 칠레의 전 축구 선수이다. 현역 시절 포지션은 공격형 미드필더였다.